# Alsómarikó
Alsómarikó (szlovákul Dolná Mariková) község Szlovákiában, a Trencséni kerületben, a Vágbesztercei járásban.

## Fekvése
Vágbesztercétől 12 km-re északra, a Marikó-patak partján fekszik. Korábban Felsőmarikóval együtt alkotta Marikó községet.

## Története
Területén a 9. századból származó jelentős leletek kerültek elő, ezek azonban még egyelőre közöletlenek.
A települést a német jog alapján alapították a 14. század elején Csák Máté birtokán. 1321-ben „Kethlehota” alakban említik először. 1438-ban „Marykova Lehota”, 1498-ban „Marikolehota” néven szerepel az írott forrásokban. A Kilián, majd a Hatnyánszky család birtoka. A 15. században részben Vágbeszterce várának uradalmához tartozott, mely később az egész falut megszerezte. 1578-ban malma és 27 háza volt. 1720-ban 5 malom és 56 adózó háztartás található a településen, közülük 32 zselléreké. 1784-ben 719 házában 634 család és 3361 lakos élt.
A 18. század végén Vályi András így ír róla: „MARIKOVA. Tót falu Trentsén Várm. lakosai katolikusok, fekszik Klietsinához közel, Pukóhoz 1 1/4 mértföldnyire, földgye nehezen miveltetik, fája legelője van, marhákkal is szoktak kereskedni.”
1828-ban Felsőmarikó nélkül 539 háza és 2317 lakosa volt. Lakói mezőgazdasággal, faárukészítéssel foglalkoztak. A 19. században fűrész- és vízimalom, valamint 7 szeszfőzde működött a községben.
Fényes Elek 1851-ben kiadott geográfiai szótárában így ír a faluról: „Marikova, elszórt tót falu, Trencsén vmegyében; a hegyek közt: 2263 kath., 1 evang., 100 zsidó lak. Kath. paroch. templom. Synagóga. Lakosai fával kereskednek, pálinkát főznek, fuvaroznak. Van egy derék kőbányájok is. F. u. b. Balassa és gr. Szapáry. Ut. p. Zsolna.”
A trianoni békéig Trencsén vármegye Vágbesztercei járásához tartozott.
1954-óta két település: Alsó- és Felsőmarikó, melyekhez számos kis telep tartozik.

## Népessége
| Év:            | 1994. | 2004.   | 2014.   | 2024.   |
| -------------- | ----- | ------- | ------- | ------- |
| Emberek száma: | 1554  | 1460    | 1431    | 1406    |
| Eltérés:       |       | -6,04 % | -1,98 % | -1,74 % |

| Év:            | 2023. | 2024.   |
| -------------- | ----- | ------- |
| Emberek száma: | 1424  | 1406    |
| Eltérés:       |       | -1,26 % |

1910-ben Marikónak 4456, túlnyomórészt szlovák lakosa volt.
2001-ben 1490 lakosából 1487 szlovák volt.
2011-ben 1433 lakosából 1366 szlovák volt.

## Neves személyek
- Itt született 1803-ban Lapónyi Alajos piarista rendi gimnáziumi igazgató.

## Nevezetességei
- Római katolikus temploma 1758-ban épült a korábbi templom helyén. Előtte 1759-ben készült szobor áll.